# Diego
Diego je mužské křestní jméno používané hlavně ve španělsky mluvících zemích, varianta jména Jakub. Portugalská varianta jména je Diogo.

## Známí nositelé

### Diego
- Diego Maradona, fotbalista
- Diego Pérez, více osob
- Diego Costa, fotbalista
- Diego Velázquez, malíř
- Diego Rivera, malíř
- Diego Simeone, fotbalista
- Diego Llorente, fotbalista
- Diego Forlán, fotbalista
- Diego Schwartzman, tenista
- Diego Godín, fotbalista
- Diego Luna, herec

### Diogo
- Diogo Jota, fotbalista
- Diogo Dalot, fotbalista
- Diogo Freitas do Amaral, politik
- Diogo Costa
- Diogo Gomes, mořeplavec
- Diogo Cão

## Jiný význam slova
- Diego García, ostrov